# Mercedes-Benz W15
O Mercedes-Benz W15 é um automóvel feito pela Mercedes-Benz de 1931 a 1936, com algumas vendas efetuadas ainda nos primeiros meses de 1937. Embora conhecido em retrospecto a seu número interno na fábrica como Mercedes-Benz W15, é um dos diversos carros do fabricante conhecido em seu tempo como Mercedes-Benz 170.